# Nikola III. od Saint-Omera
Nikola III. od Saint-Omera (grčki: Νικόλαος Γ΄ Σαιντ Ομέρ; umro 30. siječnja 1314.) bio je grčki plemić francuskog podrijetla, jedan od najmoćnijih lordova Grčke; maršal Ahaje, lord trećine Akove te lord polovice Tebe. Triput je bio bailli Ahaje (1300. – 1302., 1304. – 1307., o. 1311. – 1314.).
Njegov je otac bio barun Ivan od Saint-Omera (grčki: Ιωάννης). Nikola je bio jedino dijete svojeg oca, a nazvan je po svom stricu. Majka lorda Nikole bila je gospa Margareta. Od svojeg je oca Nikola naslijedio mnogo zemlje, što ga je učinilo vrlo imućnim plemićem.
Nikola se borio protiv Grka Epirske Despotovine 1291./92. Prije 1299. godine Nikola je naslijedio svog drugog strica, lorda Otona, kao lord dijela Tebe. Time je postao vrlo utjecajna osoba te je po njegovu savjetu mladi vojvoda Atene, lord Guy II. de la Roche, oženio Matildu od Hainauta, kćer princeze Izabele od Villehardouina.

## Brak
Nikolina je žena bila Guglielma Orsini, s kojom nije imao djece.
Smrt Nikole je značila izumiranje muške linije dinastije Saint-Omera.